# Dresta
Dresta, pseudonimo di Andre DeSean Wicker (Compton, 18 aprile 1971), è un rapper statunitense.
Ha collaborato, insieme al fratello minore B.G. Knocc Out, al singolo di Eazy-E Real Muthaphuckkin G's del 1993.

## Primi anni
Andre DeSean Wicker nacque e crebbe a Compton, California.
Lui e suo fratello Arlandis Hinton divennero membri della gang dei Crips, erano affiliati ai Nutty Blocc Compton Crips.
Venne condannato per aggressione nei confronti di un altro membro di una gang a Compton nel 1988 e venne incarcerato al California Division of Juvenile Justice a Camarillo, California fino al 1993.

## Carriera Musicale
Mentre Wicker stava scontando la sua condanna a 5 anni di carcere, iniziò a scrivere tesi e a rappare, guadagnandosi della notorietà.
Qualche mese dopo il suo rilascio lui e Hinton collaborarono con Eazy-E per la registrazione di Real Muthaphukkin G's.
Dresta (Wicker) e B.G. Knocc Out (Hinton) firmarono un contratto con Ruthless Records con Eazy-E.
Entrambi comparvero sull' EP di Eazy-E It's On (Dr. Dre) 187um Killa sul singolo "Real Muthaphuckkin G's" (il cui titolo venne censurato e cambiato con "Real Compton City G's" per poter essere pubblicato su MTV e sulle radio).
La canzone di per sé era la risposta ad alcuni 'diss' contenuti in alcune canzoni di Dr. Dre e Snoop Dogg indirizzate ad Eazy-E nell'album The Chronic.
Nel 1995 Dresta e B.G. Knocc Out pubblicarono il loro album di debutto Real Brothas, il quale tuttora rimane il loro unico album.
Alla fine dello stesso anno fecero 3 apparizioni sull album postumo di Eazy-E Str8 off tha Streetz of Muthaphukkin Compton.
Dopo l'incarcerazione di B.G. Knocc Out nel 1998, Dresta lavorò alla Death Row Records. Dresta apparve su due tracce della compilation della Death Row Too Gangsta for Radio ma non firmò mai un contratto con tale etichetta.
Dresta affermò in un'intervista di star lavorando su un nuovo album da solista e su un eventuale ri-incisione di Real Brothas.
Dresta scrisse anche una canzone per l'album di Dr. Dre Detox, ma Dr. Dre non volle collaborare con lui
Dresta criticò Dr. Dre per essersi circondato di artisti mediocri e per i continui rimandi del suo album Detox.

## Discografia

### Album
| Album information |
| --- |
| Real Brothas - Uscita: 15 agosto 1995 - Etichetta: Def Jam, Outburst Records - Singoli: "50/50 Luv", "Jealousy", "D.P.G./K" |